# Chicagoer Schule (Soziologie)
Als Chicagoer Schule der Soziologie wird ein Forschungszusammenhang aus der Zwischenkriegszeit des 20. Jahrhunderts bezeichnet, der sein institutionelles Zentrum im Department für Soziologie der Universität Chicago hatte. Die Chicagoer Schule der Soziologie gilt, zwischen der Durkheim-Schule vor dem Ersten Weltkrieg und der Parsons-Schule nach dem Zweiten Weltkrieg, als mittlere der drei Soziologie-Schulen, die das Fach weltweit prägten. Ihr zentrales Forschungsfeld war die Stadt Chicago, Forschungsthema der durch Industrialisierung und Einwanderung ausgelöste Wandel des urbanen Lebens, Forschungsmethode die Empirische Sozialforschung, häufig in Form von Feldforschung und teilnehmender Beobachtung. Sie lieferte wegweisende Vorarbeiten für Stadtsoziologie, Devianz- und Kriminalsoziologie sowie wichtige Beiträge zur Sozialökologie und Stadtgeographie. Begründer der Schule ist Robert E. Park, weitere Vorbereiter und Vertreter sind Albion Woodbury Small, William I. Thomas und Ernest W. Burgess.
Nach einer fundamentalen Studie Thomas’ und Florian Znanieckis über eingewanderte polnische Bauern und programmatischen Schriften von Park und Burgess folgten mehr als fünfzig Einzelstudien von Mitarbeitern und Doktoranden des Departments zu ethnischen und subkulturellen Fragen in Chicago und auch zu neu entstandenen oder veränderten Berufen (wie „Ladenmädchen“ oder Büroangestellte) und Einrichtungen (wie Hotels oder Ballsäle) in der Großstadt. Sechs von ihnen wurden später als „Klassiker der Chicagoer Soziologie“ bezeichnet. Das Untersuchungsfeld der sechs „Klassiker“ lag in Problemvierteln der Stadt („Zone in Transition“), die besonders geeignet waren, Veränderungen menschlichen Verhaltens in der städtischen Umwelt zu beobachten. Sie inspirierten andere Soziologen zu Gemeindestudien in verschiedenen Regionen der Vereinigten Staaten. Der wichtigste Beitrag der Chicagoer Schule zur Kultursoziologie ist das Konzept des Marginal Man, einer modernen Sozialfigur, die aus traditionellen Bindungen entlassen ist.
Ab 1937 entwickelte Herbert Blumer in der Aneignung von Thesen George Herbert Meads den Symbolischen Interaktionismus zu einer Denkschule der Soziologie. Seit 1995 wird diese Forschungsrichtung von manchen Autoren als „Zweite Chicagoer Schule“ bezeichnet. Neben der Chicagoer Schule der Soziologie gibt es auch die Chicagoer Schule der Architektur und die Chicagoer Schule der Ökonomie.

## Die Stadt Chicago als Forschungsfeld

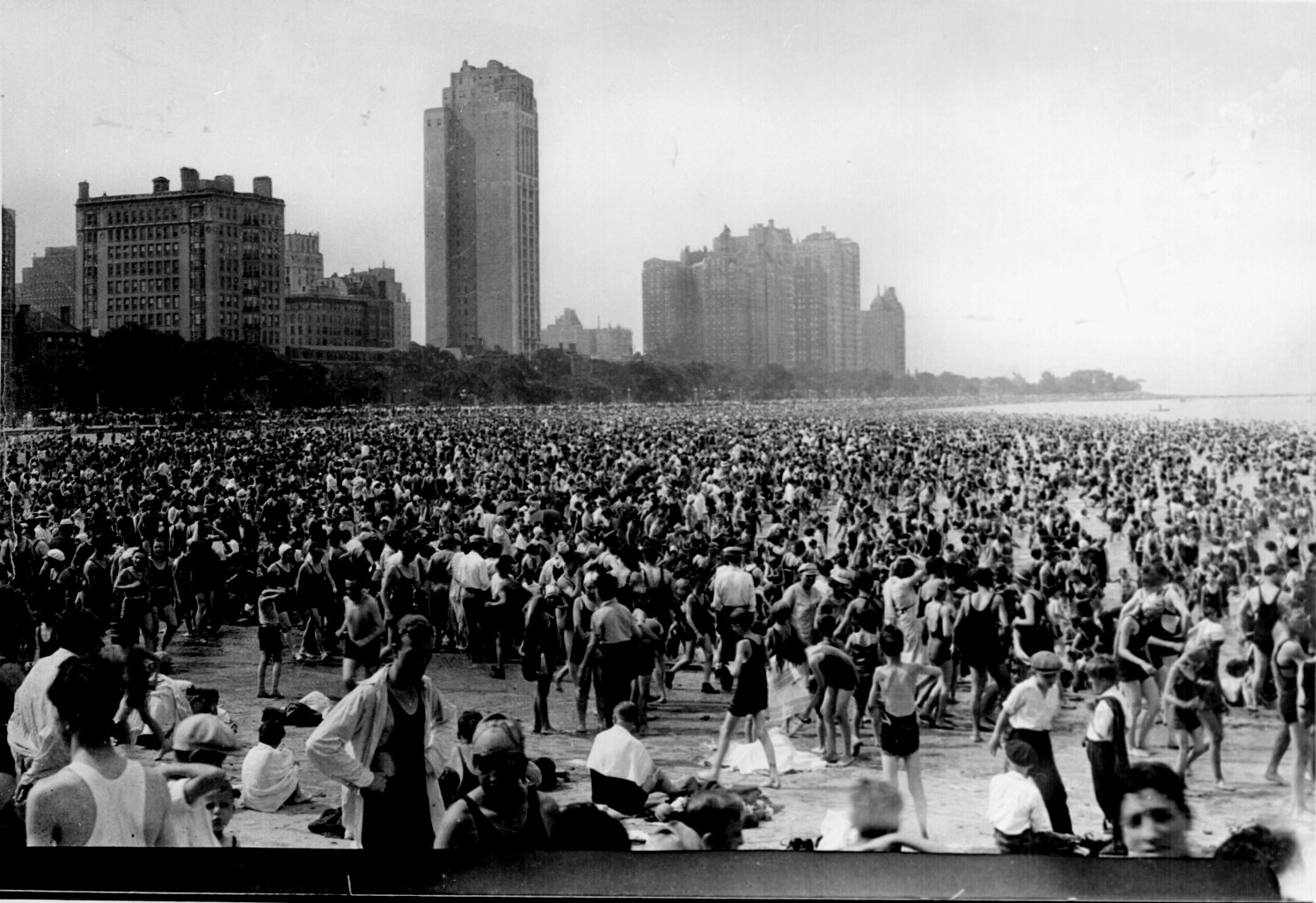
Sommerlicher Massenandrang am Michigansee vor der Skyline von Chicago, etwa 1925

Das allgemeine Forschungsinteresse der Chicagoer Schule galt den Auswirkungen der massiven strukturellen Veränderungen der nordamerikanischen Gesellschaft seit Beginn des 20. Jahrhunderts auf das Leben und Zusammenleben der Menschen. Industrialisierung, Urbanisierung und Masseneinwanderung beeinflussten Familien-, Milieu- und Persönlichkeitsstrukturen. Sie beeinflussten zudem religiöse, moralische, kommunikative Orientierungen und Handlungsregeln der Menschen. Als „Pars pro toto“ für diese wechselwirkenden Prozesse des allgemeinen Wandels in den Vereinigten Staaten diente die Stadt Chicago. Das Untersuchungsfeld wurde nicht deshalb gewählt, weil es zufällig vor der Tür der Universität Chicago lag, sondern weil Chicago damals als „die amerikanischste aller amerikanischen Städte“ galt, in der sich die moderne Zeit am deutlichsten ausdrückte.
Chicago war 1820 kaum mehr als ein Armeelager mit einigen Siedlungen gewesen und hatte zwanzig Jahre später nur 4500 Einwohner. Im Jahr 1900 war es mit 1,7 Millionen Einwohnern zur zweitgrößten Stadt der USA geworden. 1920 lebten in der Stadt bereits drei Millionen Menschen. Ursache der rasanten Vergrößerung war der Zuzug von Migranten aus Europa, die auf der Suche nach Arbeit in die Industriemetropole am Michigansee kamen. Um 1910 war die Hälfte der Einwohnerschaft außerhalb der USA geboren worden. So lebten 1914 in der Stadt etwa 800.000 Deutsche der ersten oder zweiten Einwanderergeneration, Chicago war damit die fünftgrößte deutsche Gemeinde überhaupt.
Die Chicagoer Situation glich laut Reiner Keller in den ersten Jahrzehnten des 20. Jahrhunderts, besonders in den Roaring Twenties, einem „brodelndem Dickicht“, in dem Einwanderer aus unterschiedlichen europäischen Ländern und ein zunehmend größerer Anteil von Afroamerikanern in mehr oder weniger friedvollem Nebeneinander lebten. Nicht zufällig war Chicago die Stadt der großen Gangsterfiguren, mit Al Capone an der Spitze, die die Prohibitionsgesetzgebung unterliefen, die Bewohner illegal mit Alkohol versorgten und auch sonst das Vergnügungsgeschäft kontrollierten. Zahlreiche Streiks und Großdemonstrationen gegen die Arbeitsbedingungen in der Industrie prägten das politische Leben. Gewalttätige Ausbrüche von Rassenhass gegenüber Afroamerikanern nahmen zu, nachdem der Strom der europäischen Einwanderer mit dem Ersten Weltkrieg abgeebbt und die Zahl der Zuwanderer aus dem amerikanischen Südstaaten stark angewachsen war.
Insgesamt bezeichnet Reiner Keller Chicago in diesen Jahren als „Hexenkessel“, in dem neue und extreme soziale Ungleichheiten sowie Konfrontationen zwischen verschiedenen ethnisch-kulturellen Gruppen und Wertvorstellungen aufkamen. Außerdem gerieten normative Moralvorstellungen und tatsächliches Alltagsleben, das von der Suche nach Arbeit und Vergnügen geprägt war, in Widerspruch zueinander. Die Stadt war damit wie gemacht für Debatten und Sozialreformbewegungen jeder Art – und für sozialwissenschaftliche Erforschung. Robert Ezra Park beschrieb die Stadt Chicago als „Laboratorium“, das von Menschen geschaffen sei und nun den Menschen neu schaffe.

## Geschichte der Chicagoer Schule
1892 wurde an der Universität Chicago auf Initiative von Albion Woodbury Small das weltweit erste Hochschulinstitut für Soziologie, das Department of Sociology, gegründet. Damit gehörte er zu den Pionieren des Faches in den Vereinigten Staaten. Schon 1872 war William Graham Sumner Professor für Politische Ökonomie und Sozialwissenschaften an der Yale-Universität geworden. 1890 hielt Frank Wilson Blackmar seine erste Vorlesung als Professor für Geschichte und Soziologie an der Universität Kansas. Er zählt zu den vielen fast vergessenen Wissenschaftlern, die schon vor dem Ersten Weltkrieg an amerikanischen Hochschulen Soziologie unterrichteten. Das hängt auch damit zusammen, dass Soziologie in den USA bis in die 1920er Jahre hinein eher „Social Gospel“ war, eine Mischung aus christlicher Gesinnung, Wissenschaft und Weltverbesserung. Im Vordergrund standen Auswertung und Anwendung wissenschaftlicher Erkenntnisse zur Lösung sozialer Probleme. Weitere Pioniere des Faches in den USA waren Franklin H. Giddings, der 1894 den Lehrstuhl für Soziologie und Geschichte der Zivilisationen an der New Yorker Columbia-Universität erhielt und das bald dort entstehende Department zum zweitwichtigsten soziologischen Zentrum nach Chicago ausbaute, und Lester Frank Ward, der ab 1906 Soziologie-Professor an der Brown-Universität war.
Small blieb bis 1925 Direktor des Chicagoer Departments. Zudem gründete er 1895 das American Journal of Sociology, als dessen Herausgeber er über dreißig Jahre fungierte. 1905 war er Mitbegründer der American Sociological Association. Sein eigenes soziologisches Werk blieb ohne nachhaltige Wirkung. Als Organisator war Small dagegen „wahrscheinlich die Persönlichkeit, die am meisten zur Förderung der Soziologie als einer akademischen Disziplin beigetragen hat.“ Administrativ war er maßgeblich an der Entstehung der Chicagoer Schule beteiligt. Daher wird er in manchen Darstellungen zu den Mitgliedern der Chicagoer Schule gezählt oder als ihr Begründer bezeichnet.

### Drei Gründerväter
Als eigentlicher Gründer der Chicagoer Schule gilt Robert Ezra Park, neben ihm werden William Isaac Thomas und Ernest W. Burgess als herausragende Persönlichkeiten der Gründungsphase genannt. In der chronologischen Reihenfolge ist Thomas der erste, doch sein Einfluss war eher mittelbar, denn er verließ Chicago unfreiwillig, bevor die Soziologie des Departments sich zu einer wissenschaftlichen Schule entwickelt hatte.
Thomas gehörte dem Department of Sociology der Universität Chicago ab 1894 an und war dort ab 1910 Professor. 1918 wurde er Opfer einer Intrige, verlor seinen Professorenstatus und musste die Universität verlassen. Es hieß, er habe in einem anderen Bundesstaat mit seiner Begleiterin ein Hotelzimmer unter falschem Namen gebucht, was zur damaligen Zeit als skandalös galt. Er wurde vom FBI wegen „unmoralischen Verhaltens“ verhaftet. Die Anklage wurde später aufgehoben, doch sein Ruf war, auch wegen entsprechender Pressekampagnen, ruiniert. Die University of Chicago Press stoppte die Veröffentlichung der noch nicht erschienenen Bände von The Polish Peasant in Europe and America. Dieses von Thomas und Florian Znaniecki verfasste fünfbändige Werk erschien dann zwischen 1918 und 1920 in einem Bostoner Verlag. Es war die erste und wegweisende empirische Untersuchung der Chicagoer Schule und gilt inzwischen als Klassiker und Schlüsselwerk der Soziologie. Mit seinen theoretischen Überlegungen erschloss Thomas in dieser und anderen Schriften den philosophischen Pragmatismus für die Soziologie.

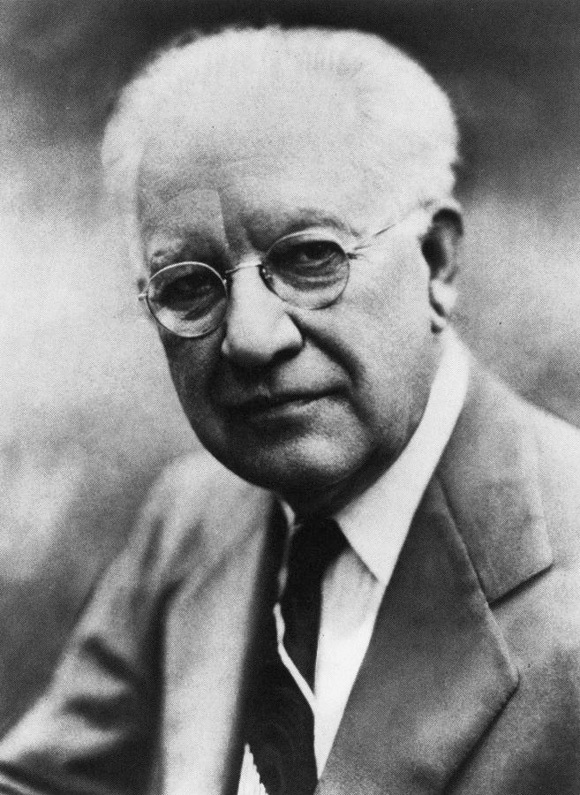
Robert Ezra Park, Begründer der Chicagoer Schule

Park studierte an der Universität Michigan (Philologie, Geschichte und Philosophie) und wurde dort besonders von John Dewey beeinflusst. Danach arbeitete er knapp zwölf Jahre als Journalist in verschiedenen amerikanischen Großstädten, weshalb Rolf Lindner sein Buch zum Thema mit dem Untertitel „Soziologie aus der Erfahrung der Reportage“ versah. Er schloss einen mehrjährigen Aufenthalt in Deutschland an und hörte 1899/1900 Georg Simmels soziologische Vorlesungen an der Friedrich-Wilhelms-Universität, was für ihn, wie er später bekundete, die einzige systematische Unterweisung in das Fach war. 1903 promovierte er bei Wilhelm Windelband an der Universität Heidelberg mit einer Arbeit über Masse und Publikum. Nach seiner Rückkehr war er erst Assistent Hugo Münsterbergs an der Universität Harvard und dann Sekretär der Congo Reform Association. Ab 1905 arbeitete er als Presseagent und Ghostwriter des afroamerikanischen Bürgerrechtlers Booker T. Washington. Im Rahmen dieser Tätigkeit organisierte er 1912 die internationale Konferenz On the Negro, zu der er auch Thomas einlud. Der zeigte sich von Park so beeindruckt, dass er ihn im Wintersemester 1913/14 an das soziologische Department der Universität Chicago holte. Park hielt eine Vorlesung über The Negro in America und blieb als Mitarbeiter am Department. Dort verfasste er 1915 den Aufsatz The City. Suggestions for the Investigation of Behavior in the City Environment, der als Gründungsdokument der Chicagoer Schule der Soziologie gilt. Professor wurde er erst 1923. Ein eigenes Opus magnum hinterließ er nicht, er war der „große Anreger (…), der im wahrsten Sinne des Wortes Schule gemacht hat.“
Neben Thomas, und besonders nach dessen Weggang aus Chicago 1918, war Ernest W. Burgess der wichtigste Mitarbeiter Parks. Burgess hatte ab 1908 in Chicago Soziologie studiert und war dort 1913 zum Ph.D. promoviert worden. Ab 1916 war er Assistenzprofessor und ab 1927 Professor. Er wird als erster „junger Soziologe“ bezeichnet, da alle anderen Hochschullehrer des Departments aus anderen Berufsfeldern stammten. Mit Burgess verfasste Park 1921 das Lehrbuch Introduction to the Science of Sociology. 1925 gaben beide (zusammen mit Roderick McKenzie) den Forschungsreader The City heraus. Mit seinen graphischen Darstellungen ermöglichte er vergleichende Sozialraumanalysen.

### Abgrenzung vom sozialreformerischen Ansatz

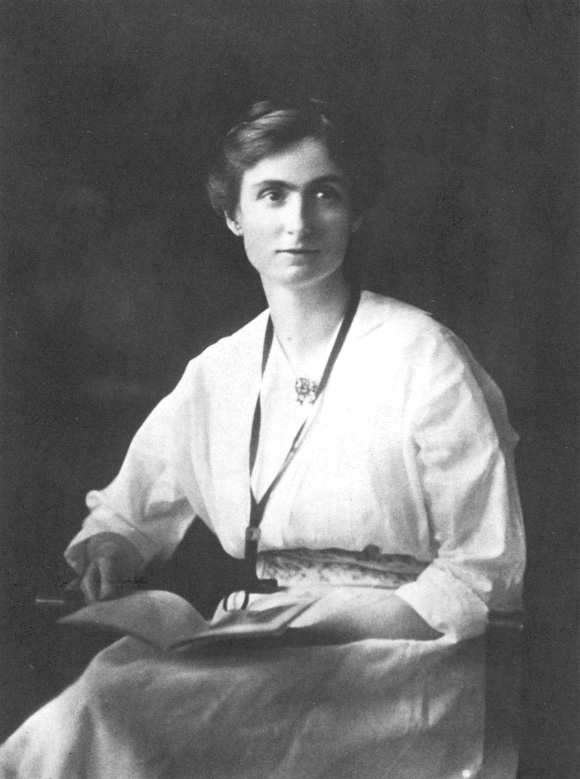
Edith Abbott, Dekanin der School of Social Service Administration von 1924 bis 1942

Bis zum Ersten Weltkrieg war die Chicagoer Soziologie, wie das Fach insgesamt in den USA, sozialreformerisch und evangelikal motiviert und betrieb die so genannte „Big-C-Sociology“ („Charity, Crime an Correction“). Das änderte sich mit dem Forschungsprogramm Robert E. Parks. Park war zwar selbst sozialreformerisch engagiert, trennte das aber strikt von der Wissenschaft. Sein Credo lautete: „A moral man cannot be a sociologist.“ Er wies die Selbstgerechtigkeit, die der Perspektive des Helfens und Besserns innewohne, scharf zurück und setzte ein empirisch „verstehendes“ Forschungskonzept durch, das für die erste Chicagoer Schule der Soziologie charakteristisch wurde. Die Trennung von Soziologie und Reformbewegung hatte methodische Gründe. Statt sich an sofortiger Problemlösung zu orientieren, sollte das Verhalten der Stadtbewohner unvoreingenommen untersucht und ihre Sicht der Dinge kennengelernt werden.
Der sozialreformerische Ansatz wurde an der Universität Chicago von der School of Social Service Administration (Gründung 1908) beibehalten, wo Sophonisba Breckinridge und Edith Abbott als Professorinnen lehrten. Trotz der methodologischen Konflikte inspirierten die beiden Einrichtungen einander durch die Ergebnisse ihrer Feldforschungen. Auch die Friedensnobelpreisträgerin Jane Addams arbeitete mit dem soziologischen Department zusammen, ohne jedoch selbst an der Universität beschäftigt zu sein.
In den disziplinären Gründungs- und Abwehrkämpfen zwischen Universitäts-Soziologie und der wegen ihrer Nähe zur sozialreformerischen Settlement-Bewegung so genannten „Settlement-Soziologie“ wurde die akademische Soziologie zur „Männerwissenschaft“, während sich die Frauen der vermeintlich „niederen“ Disziplin der Sozialarbeit widmeten. Laut Reiner Keller war das die „klassische Form der Geschlechterhomogenisierung“.

### Chicagoer Soziologie als wissenschaftliche Schule
Eike Hennig wählt in seiner Darstellung der Chicagoer Schule den Zeitraum von 1915, als Parks erster Fragenkatalog zur Stadtforschung (The City) erschien, über die Dissertationen der Park-Schüler ab 1923 bis zu Louis Wirths allgemeiner Betrachtung zur Verstädterung im Jahr 1938. In Martin Bulmers Standardwerk zur Geschichte der Chicago-Schule wird als deren Hauptwirkungszeit die Zeit von 1915 bis 1935 genannt. Rolf Lindner bezeichnet die Jahre zwischen 1920 und 1935 als klassische Phase der Chicagoer Schule. Sighard Neckel nennt den Zeitraum zwischen 1918 und 1934, Howard S. Becker den zwischen 1915 und 1938.
Der Grund für die unterschiedlichen Periodisierungen dürfte laut Hennig darin liegen, „dass die Chicago School locker gefasst ist“. Das ergibt sich bereits aus der großen Zahl von Dissertationen von Park- und Burgess-Schülern, die unabhängig voneinander erarbeitet wurden. Diese Forschungen basieren „locker“ auf wenigen programmatischen Auf- und Ansätzen. Es fehlt eine enge Forschungsorganisation um ein klar definiertes Themen-, Theorie- und Methodenkonzept, eine Zitiergemeinschaft fehlt ebenfalls. Ihr jeweiliger Bezug zum allgemeinen Konzept ergibt sich meist nur aus den Vorworten der Doktorväter. Daher schreibt Becker von einer „sogenannten“ Chicagoer Schule und bezeichnet sie als „Schule der Aktivität“ mit verschiedenen Stilen und Phasen.
Eine neue Phase am Department begann mit William Fielding Ogburn, der dort von 1927 bis 1951 Professor war und den Organisations- und Gemeindestudien eine statistische Ausrichtung gab. Robert E. Park wurde 1933 emeritiert, danach war von den Protagonisten der Schule nur noch Ernest W. Burgess am Department tätig. Everett C. Hughes, der letzte Park-Schüler, der als Professor an der Universität von Chicago lehrte, publizierte noch bis in die 1960er Jahre Studien, die in der Tradition des klassischen Arbeitsprogramms standen, aber auch der sogenannten „Zweiten Chicagoer Schule“ (bekannter unter der Bezeichnung Symbolischer Interaktionismus) zugerechnet werden. Laut Sighard Neckel wurde der Begriff „Second Chicago School“ für den Zeitraum von 1946 bis 1960 erstmals 1995 von Gary Alan Fine verwendet David Matza verwendete schon vorher den Begriff „Neo-Chicagoer“. Der Chicagoer Herbert Blumer hatte den Symbolischen Interaktionismus unter Rückgriff auf George Herbert Mead begründet und für die Soziologie erschlossen. Wichtige erste Arbeiten der „zweiten Chicagoer Schule“ stammten von Erving Goffman, der nie in Chicago studiert oder gelehrt hatte, sich jedoch dem Kreis um Blumer zugehörig fühlte (The Presentation of Self in Every-day Life und Asylums), sowie von Howard S. Becker (Outsiders).
Die klassische Chicago-Schule inspirierte andere amerikanische Soziologen zu einer Reihe von Arbeiten, wie etwa die Middletown-Studien des Ehepaars Helen M. Lynd und Robert S. Lynd in Indiana, die fünfteilige Untersuchung von Newburyport (Massachusetts) („Yankee City Series“) von William Lloyd Warner und Team sowie William Foote Whytes Studie Street Corner Society, die auf Feldforschungen in Boston beruht. Auch viel später erschienen Studien, die in dieser Tradition standen, wie besonders Elijah Andersons Streetwise: Race, Class, And Change In An Urban Community aus dem Jahr 1990 (für die er 1991 den Robert E. Park Book Award erhielt) oder die Studie des Bourdieu-Schülers Loïc Wacquant Leben für den Ring. Boxen im amerikanischen Ghetto aus dem Jahr 2001.
Die Bedeutung der Chicagoer Schule wird dadurch illustriert, dass ihre Protagonisten zu Präsidenten der American Sociological Association gewählt wurden: Robert E. Park (1925), William I. Thomas (1927, auf Vorschlag des Chicagoer Departments, das er 1918 hatte verlassen müssen), Ernest W. Burgess (1934), dazu kommen noch William F. Ogburn (1929) und Louis Wirth (1947). Albion W. Small, der organisatorisch an der Herausbildung der Schule beteiligt war, hatte bereits 1912/13 präsidiert.

## Theoretische Grundlage: Handlungstheoretischer Pragmatismus

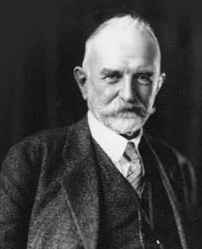
Der Philosoph George Herbert Mead beeinflusste die Chicagoer Soziologen mit der pragmatischen Handlungstheorie

Die Soziologie der Chicagoer Schule unterschied sich von derjenigen der zeitgenössischen europäischen Klassiker erheblich. Die Europäer Ferdinand Tönnies, Émile Durkheim und Max Weber stellten fest, dass sich hierarchische und traditionale Gemeinschaftsordnungen auflösten. Sie sahen die Ursache für diese Entwicklung in zunehmender Urbanisierung, Arbeitsteilung und Rationalisierung. Gemeinschaften wurden demnach durch individualisierte, rationalisierte und funktionale Massengesellschaften ersetzt. Diese Alternative stellte sich für die Chicagoer nicht. Für sie stand die strukturelle Differenzierung der Gesellschaft in Wechselwirkung mit einer Demokratisierung und Reflexierung sozialer und kultureller Ordnung.
Von den europäischen Klassikern hatten nur Tönnies und Georg Simmel Bedeutung für die Chicagoer. Tönnies’ Schriften waren Park und seinen Schülern bekannt, wurden aber, wie Werner J. Cahnman anmerkte, regelmäßig fehlerhaft rezipiert. Trotzdem behauptete Cahnman, dass der Einfluss von Tönnies den Park-Ansatz durchdrungen hatte (weitgehend in Form „stillen Einflusses“) und so in den Hauptstrom des sozialwissenschaftlichen Denkens in Amerika einwirkte. Eindeutiger ist der Einfluss Simmels, bei dem Small, Park und weitere Angehörige des Departments studiert hatten. Besonders Simmels Überlegungen zum Streit, zum Fremden, zu Nähe und Distanz und zur Großstadt wurden von den Chicagoern rezipiert. Trotz der Affinitäten der amerikanischen Soziologie zu Simmel, schränkt Hans Joas ein, sei es völlig irreführend, die Ideen der Chicagoer Schule aus seinem Denken ableiten zu wollen oder überhaupt von einer Überlegenheit des europäischen sozialwissenschaftlichen Denkens auszugehen. Die Chicagoer Schule sei eine authentische amerikanische Denkschule.
Die Chicagoer Schule war an der pragmatischen Handlungstheorie John Deweys (der von 1894 bis 1904 als Professor am Department für Philosophie, Psychologie und Pädagogik der Universität Chicago lehrte) und George Herbert Meads (der von 1894 bis 1931 Professor für Philosophie und Sozialpsychologie in Chicago war) orientiert. Diese philosophische Lehre betrachtete den Menschen nicht als ‚ausführendes Organ‘ von Reizen, feststehenden Normen oder Zielsetzungen. Sie verstand konkretes, kreatives Handeln als problemlösend. Menschen sind somit den gesellschaftlichen Strukturen nicht passiv ausgesetzt, sondern können dieses durch ihr Handeln aktiv gestalten und verändern.
Deshalb nahmen die Chicagoer Soziologen auch die subjektive Sichtweise einzelner in den Blick. Thomas und Znaniecki erläuterten in ihrer ersten großen empirischen Untersuchung, dass Menschen auf der Grundlage ihrer Interpretationen von Situationen handeln und nicht auf der Grundlage der objektiv gegebenen Fakten. Ihre persönliche Einschätzung eines Umstandes ist für ihr Handeln entscheidend – nicht, ob ihre Definition der Situation richtig oder falsch ist. Diese sozialpsychologische Annahme wurde 1928 im Buch The Child in America, das Thomas mit seiner Ehefrau Dorothy Swaine Thomas verfasste, zum Thomas-Theorem zugespitzt: „Wenn die Menschen Situationen als wirklich definieren, sind sie in ihren Konsequenzen wirklich“ (Original: „If men define situations as real, they are real in their consequences“).
Soziale Handlungen und soziale Ordnungen sind, laut Thomas, nicht durch die menschliche Natur vorgegeben und können nicht auf Instinkte oder Triebe zurückgeführt werden. Anthropologisch begründet sind nur „vier Wünsche“, die sich aus der biologischen Ungebundenheit des Menschen erschließen. Zunächst unterschied Thomas den „Wunsch nach Erleben“ vom „Wunsch nach Sicherheit“, die im häufigen Widerspruch zueinander stehen. Die weiteren Wünsche sind die nach „Erwiderung“ und „Anerkennung“. Diese vier Wünsche begründen die organische Gefühlswelt und bilden die Motivationsgrundlage menschlicher Aktivität. Sie sind aber weder klare Handlungsziele noch Ursachen von Handlungen, sondern bilden den emotionalen Hintergrund von Handlungen.

## Methodisches Vorgehen: „Soziologie aus der Erfahrung der Reportage“
„Go into the district“ und „get the feeling“ sowie „become acquainted with people“, das sind die von Studenten überlieferten Anweisungen Parks. Sie wirken trivial und können erst vor dem Hintergrund der „Bibliotheks-Soziologie“ verstanden werden. Sie initiierten „Beobachtung aus erster Hand“. Das wirkte journalistisch und enthielt auch Elemente der Reportage. Laut Rolf Lindner ist Parks Tätigkeit – „und damit letztlich die Chicago Schule“ – ohne Berücksichtigung seiner journalistischen Prägung nicht angemessen zu verstehen. Die urbane Reportage sei der soziologischen Studie sowohl thematisch als auch methodisch vorangegangen. Zu jeder der klassischen soziologischen Studien des Departments finde sich ein journalistisches Pendant. Die Rollenreportage etwa, verdeckte teilnehmende Beobachtung, war im Journalismus der 1880er Jahre geradezu in Mode. Und auch die biographische Methode wurde um die Jahrhundertwende für Zeitungs-Reportagen verwendet.
Park verhielt sich seinen Studenten gegenüber wie ein „city editor“ gegenüber Nachwuchsjournalisten, gelernt wurde „on the job“. Es kam vor allem darauf an, einen Blick für das Wesentliche zu entwickeln und das Beobachtete stimmig zu erklären. Das Lehrling-Meister-Verhältnis nahm nicht immer ein gutes Ende. Die jungen Forscher wurden von Parks Enthusiasmus mitgerissen; er ließ nicht locker, bis ein Projekt beendet war. Dann aber war „die Luft raus“. Diese Forschungspraxis führte laut Lindner dazu, dass viele Park-Schüler nach ihrer Abschlussarbeit nichts Nennenswertes mehr zur Soziologie beigetragen haben.

## „Manifest“ der Chicagoer Schule:The City
Der Forschungsreader The City, 1925 herausgegeben von Robert Park, Ernest, Burgess und Roderick McKenzie, ist eine Sammlung theoretischer Beiträge, grundsätzlicher Überlegungen und halbfertiger Werkstattberichte und gilt als „Manifest der Chicagoer Schule der Stadtsoziologie“. Er enthält jeweils einen Grundsatzartikel der drei Herausgeber, sechs Essays (davon fünf von Park) sowie eine umfangreiche, kommentierte Bibliographie von Louis Wirth. In dieser Bibliographie wird Georg Simmels Essay Die Großstädte und das Geistesleben als „der bedeutendste soziologische Einzelbeitrag über die Großstadt“ präsentiert.

### McKenzies Humanökologie
Der Grundsatzartikel McKenzies war der Humanökologie gewidmet, die sich mit Stellenwert und Auswirkung raum-zeitlicher Positionierungen von Bevölkerungsgruppen und Institutionen beschäftigt. Es ging um das gesellschaftliche Subsystem als sich räumlich ausformende „biotische“ Ordnung, auf deren Basis sich die kulturelle Ordnung erhebt. Die ist der eigentliche Gegenstand soziologischer Forschung. McKenzie beleuchtete die Entwicklungslogik menschlicher Ansiedlungen, die vom Einfachen zu Komplexen und vom Allgemeinen zum Spezialisierten verläuft. Wegen Arbeitsteilung, Bevölkerungszuwanderung und Standortkonkurrenz vollziehen sich räumliche Absonderung und funktionale Differenzierung. Diese Prozesse nannte er, in Übernahme der Begriffe aus der Pflanzen- und Tierökologie, Invasion und Sukzession. Resultat ist die Herausbildung von Einheiten kommunalen Lebens mit besonderen sozialen und kulturellen Eigenschaften: vom Banken- bis zum Vergnügungsviertel, von der ethnischen Enklave bis zum Villenviertel. Solche Einheiten bezeichnete McKenzie als „natural areas“. Sie bilden in ihrer Gesamtheit die quasi-organische Struktur einer Stadt.

### Burgess’ Zonenmodell

Burgess-Modell der konzentrischen Ringe.

In seinem Grundsatzartikel zum Wachstum der Stadt stellte Ernest W. Burgess ein Modell der urbanen Expansion vor, das die Prozesse der Verteilung und Absonderung von Bevölkerungsgruppen nach Wohnsitz und Beruf für alle amerikanischen Städte systematisieren soll. Dazu teilte er die Stadt idealtypisch in fünf Zonen auf, die (einer Zielscheibe ähnlich) als konzentrische Kreise dargestellt sind. Die Zone I (in der hier verwendeten bildlichen Darstellung A) ist der „central business district“ der Innenstadt, Zone II (B) ist die sogenannte „Übergangszone“ („Zone in Transition“) mit Immigrantenkolonien und Slums, Zone III (C) ist das Wohngebiet der (respektablen) Arbeiterschaft und der „Zweiten Generation“ der Einwanderer, Zone IV (D) das der Mittelschicht und Zone V (E) „suburbia“, die Pendlerzone. Im Verlauf der städtischen Expansion findet ein Prozess der Verteilung statt, der – im Sinne der Humanökologie – zu einer „natürlichen Verteilung“ der „Arten“ im städtischen Raum führt.

### Parks Forschungsprogramm
Parks Grundsatzartikel war eine überarbeitete Fassung seines Aufsatzes The City. Suggestions for the Investigation of Behavior in the City Environment von 1915. Gegenüber der früheren Fassung gab es nur wenige, aber signifikante, Veränderungen. Erstmals tauchten die Begriffe „Ökologie“ und „Humanökologie“ auf und es wurde Forschung propagiert, die sich an der Ethnologie orientiert. Die Methode der geduldigen Beobachtung bei der Erforschung des Lebens und der Sitten der nordamerikanischen Indianer, die Franz Boas und Robert H. Lowie entwickelten, ließe sich noch ertragreicher bei der Erforschung der Bräuche, Glaubensvorstellungen, sozialen Praktiken und allgemeinen Lebensvorstellungen in „Little Italy“ oder der „Lower North Side“ in Chicago anwenden, ebenso wie in Vierteln anderer Städte.
Park skizzierte drei große Themenbereiche einer empirischen Stadtsoziologie: die Großstadt als eine Konstellation räumlich verorteter sozialer Welten; die Entstehung neuer großstadtspezifischer Berufe und die Neuformierung von Mentalitäten und Verhaltensweisen zu „urban types“; der Wandel integrierender und regulierender Systeme sowie die Herausbildung neuer sozialer Formationen und neuer Mechanismen zur Konsensbildung.
Parks Buchbeitrag enthielt diverse Vorschläge zur Untersuchung des menschlichen Verhaltens im großstädtischen Milieu, darunter eine Liste von Berufstypen, die ihm untersuchenswert erscheinen: das Ladenmädchen, der Polizist, der Taxifahrer, der Nachtwächter, die Hellseherin, der Vaudeville-Künstler, der Quacksalber, der Barkeeper, der Patron eines Wahlbezirks, der Streikbrecher, der Arbeiteragitator, der Lehrer, der Reporter, der Börsenmakler, der Pfandleiher. Sie alle seien charakteristische Produkte des Großstadtlebens.

## Die fundamentale Studie:The Polish Peasant in Europe and America
Die mehrjährigen Forschungen, die zur Studie The Polish Peasant in Europe and America führten, begannen bereits, bevor Robert E. Park 1915 mit The City. Suggestions for the Investigation of Behavior in the City Environment das Gründungsdokument der Chicagoer Schule publizierte. Die Arbeit von William Isaac Thomas und Florian Znaniecki wurde zu einem Klassiker der Soziologie.
In der Untersuchung geht es um die Erfahrung von Immigranten, die sich aus dem ländlichen und bäuerlichen Umfeld in Polen in die sich rapide wandelnde, chaotische und expandierende nordamerikanische Großstadt versetzt sahen. Als Datenquellen dienten insbesondere Briefe, die polnische Einwanderer in ihre Heimat schickten und von dort erhielten. Danach hatten Thomas und Znaniecki per Zeitungsanzeige gesucht und über 700 solcher Schriftstücke erhalten. Mit der Auswertung führten sie die biographische Methode, also die Nutzung von Lebensgeschichten und -erfahrungen, in die Soziologie ein. Außerdem standen ihnen etwa 8000 Dokumente aus polnischen Tageszeitungen zur Verfügung. Auch Daten von Immigrationsverbänden und sozialen Organisationen sowie Autobiographien und Tagebücher wurden genutzt.
Die ersten der anfänglich fünf Bände (später erschien die Studie in zwei Bänden) behandeln das jeweilige Familienleben und das soziale Umfeld. Mit dem dritten Band wird die Autobiographie eines Immigranten präsentiert. Im vierten Band wird die Veränderung bäuerlichen Lebens in Polen untersucht. Im fünften Band schließlich werden die Wandlungsprozesse der Immigrantengemeinschaft in den USA analysiert. In allen Bänden geht es um soziale Desorganisation und anschließenden „sozialen Neubau“. Dabei ermittelten die Autoren drei idealtypische Persönlichkeitstypen: Den „Philister“ (Spießer), der in einem engen Korsett von Einstellungen und Situationsdefinitionen gefangen ist; den „Bohémien“, der keine moralische Position einnimmt, über Moralapostel spottet und sich bis zur Orientierungslosigkeit flexibel gibt; den „Kreativen“, dessen Lebensführung und Wertvorstellungen eine permanente Ausrichtung auf neue Situationen zeigt, die immer wieder überdacht, abgewogen und entwickelt werden.

## Einzelstudien
Bis 1937 entstanden mehr als fünfzig Dissertationen und Expertisen zu ethnischen und subkulturellen Fragen in Chicago. Dieser Forschungsbogen wurde mit der Darstellung des professionellen Diebs durch Edwin H. Sutherland und des Grenzgängers zwischen zwei Kulturen durch Everett V. Stonequist beendet. Mit den wesentlichen Studien wurde Neuland betreten, sie gehen kultursoziologisch und sozialräumlich vor und verknüpfen Makro- und Mikroaspekte. Ausgespart blieben die Bereiche Arbeit und Industrie, Herrschaft, Bildung, Geschlechterverhältnis, das „Negro Problem“ sowie Vergleiche mit anderen Städten. Auch die „better areas“ wurden kaum in den Blick genommen.

### Sechs klassische Studien

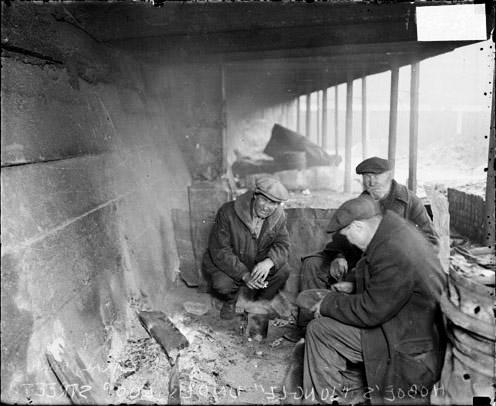
Hobos in Chicago, 1929

Von den Einzelstudien werden sechs zu „Klassikern der Chicagoer Soziologie“ gezählt. Das Untersuchungsfeld dieser Studien lag, mit einer Ausnahme, stets in der „Zone in Transition“, die das idealtypische Laboratorium für eine Soziologie darstellte, die Veränderungen menschlichen Verhaltens in der städtischen Umwelt zu untersuchen. Als erster Wohnplatz von Immigranten, als Gebiet ethnischer Enklaven und als Nische für gesellschaftliche Außenseiter bot die Zone eine Fülle von Untersuchungsmöglichkeiten.
Die klassischen Chicago-Studien sind in der Reihenfolge ihres Entstehens:
- Nels Andersons The Hobo (1923),[85] eine Untersuchung über die Chicagoer Wanderarbeiter, ihr Milieu, ihre Institutionen und ihre Kultur.
- Frederic Milton Thrashers The Gang (1927)[86] eine Studie des jugendlichen Bandenwesens, die er als ein Phänomen der zweiten Immigrationsgeneration deutet.
- Louis Wirths The Ghetto (1928),[87] eine Analyse des jüdischen Viertels in Chicago, die als einzige der Studien historisch angelegt ist.
- Harvey Warren Zorbaughs The Gold Coast and Slum (1929),[88] eine vergleichende Untersuchung der räumlich nahe beieinander liegenden Viertel der Reichen („Goldküste“), des ärmsten und problematischen Viertels „Little Hell“ mit sizilianischen Einwanderern sowie des Bohème-Viertels „Towertown“.
- Clifford Robe Shaws The Jack-Roller (1930),[89] die Lebensgeschichte eines jugendlichen Straßenräubers.
- Paul Goalby Cresseys The Taxi-Dance Hall (1932),[90] eine Untersuchung des Milieus Chicagoer Tanzsäle, in denen männliche Besucher Tanzpartnerinnen für 10 Cent pro Tanz „mieten“ konnten.

### Weitere Studien (Auswahl)
Die vielen weiteren Studien, von denen nicht alle als Buch publiziert wurden, stammten teilweise ebenfalls aus Forschungen in der Chicagoer „Zone in Transition“, hatten aber auch allgemein großstädtische Institutionen wie das Hotel oder neue Berufsgruppen wie Sekretärinnen zum Thema. Auch allgemeine Probleme rapiden gesellschaftlichen Wandels wurden in den Blick genommen, darunter der Verfall von Familien oder der Suizid.

Verkäuferinnen in Chicago 1927

Nicht immer lag das Untersuchungsfeld in Chicago und nicht immer gehörten die Verfasser der Studien auch dem Soziologie-Department der Chicagoer Universität an. Frances R. Donovan etwa war eine Englischlehrerin in Chicago, die als Externe an Seminaren der Soziologen teilnahm. Sie schlüpfte in ihren Sommerferien gerne in eine andere Rolle und betrieb in anderen Berufsfeldern verdeckt teilnehmende Beobachtung. Ihre Arbeit The Saleslady entstand nach zwei Sommern, in denen sie in New York in großen Kaufhäusern gearbeitet hatte. Robert E. Park nahm die Studie in die Publikationsreihe der Chicagoer Schule auf.
Pauline V. Young hatte zwar bis zum Bachelor-Examen Soziologie in Chicago studiert, dann aber 1930 in Los Angeles zu dortigen Assimilationsproblemen einer russischen Sekte geforscht und wurde mit dieser Arbeit promoviert. 1932 erschien ihre Studie, mit einem Vorwort von Park versehen, als The pilgrims of Russian-town.
Die ersten Forschungs-Studien von Walter C. Reckless und Edwin H. Sutherland, die ab den 1940er Jahren als Kriminologen bekannt wurden, stammten aus dem Zusammenhang der Chicagoer Schule und inspirierten sie zur Entwicklung der klassischen Kriminaltheorie der differentiellen Assoziation.
Mit Sutherlands Studie über den professionellen Dieb und Everett V. Stonequists Arbeit über den Marginal Man endete 1937 die Reihe der Chicagoer Einzelstudien. Das Konzept vom Marginal Man stammte ursprünglich von Park und wurde von dessen Schüler Stonequist systematisiert. Park verstand unter der Sozialfigur des Randseiters einen Menschen, der sich am Rande, damit im Grenzbereich, zweier Kulturen befindet und somit an beiden Kulturen teilhat, ohne wirklich dazuzugehören. Er sah im Randseiter den modernen Persönlichkeitstyp, der aus traditionellen Bindungen entlassen ist. Das Konzept gilt als wichtigster Einzelbeitrag Parks zur Kultursoziologie.

## Wirkung und Kritik
Edward A. Tiryakian ordnete die Chicagoer Schule als mittlere der drei Soziologie-Schulen ein, die das Fach weltweit prägten. Die erste Schule ist danach die Durkheim-Schule, die ihre Hauptwirkung vor dem Ersten Weltkrieg entfaltete. Die dritte ist die Parsons-Schule, die die Soziologie nach dem Zweiten Weltkrieg dominierte. In der Zwischenkriegszeit sei es die Chicago-Schule gewesen, die der Disziplin ein neues Gefühl der Interpretation verliehen habe. In der Phase zwischen den Weltkriegen drückte die Chicago-Schule der fachwissenschaftlichen Periode am nachhaltigsten ihren Stempel auf. Ihr Einfluss habe sich bis heute (das englischsprachige Originalmanuskript Tiryakians erschien 1979) in der Anwendung der Feldforschung, der teilnehmenden Beobachtung, der Stadtsoziologie und der Aufmerksamkeit für sozialpsychologische und intersubjektive Merkmale und Prozesse erhalten.
In Deutschland wurde die Chicagoer Schule bereits in den 1920er Jahren rezipiert, und zwar am Soziologischen Institut der Universität zu Köln. Dessen Leiter, Leopold von Wiese, war auch Herausgeber der Kölner Vierteljahrshefte für Soziologie, die ab 1921 erschienen. Schon in den ersten Ausgaben wurden Aufsätze von Robert E. Park in Übersetzung publiziert. Außerdem erschienen Rezensionen zu Chicagoer Einzelstudien, hauptsächlich von Hanna Meuter. Zudem wurden von Mitgliedern des Kölner Instituts Einzelstudien, etwa über das Dorf als Siedlungsgebilde oder eine Untersuchung des jüdischen Ghettos in Amsterdam, durchgeführt. In den 1950er und 1960er Jahren bildete das Kölner Institut unter Wiese-Nachfolger René König, laut Rolf Lindner, das einzige in der Tradition der Chicagoer Stadtforschung arbeitende soziologische Institut der Bundesrepublik.
Andreas Walther, seit 1926 Professor für Soziologie an der Universität Hamburg, hatte 1925 Chicago besucht, die dortigen Methoden studiert und übernommen. Dafür hatten seine deutschen Kollegen, die Soziologie als Geisteswissenschaft verstanden, lediglich ein „abschätziges Lächeln“ übrig. Nur Ferdinand Tönnies stand Walthers Neuerungen aufgeschlossen gegenüber. Walther hatte bereits in den 1920er-Jahren einen „Sozialatlas“ geplant und war bei den Hamburger Behörden auf reges Interesse gestoßen, denn in der Hansestadt gab es viele soziale Brennpunkte. Aber erst nach der nationalsozialistischen Machtübernahme wurde das Vorhaben entsprechend finanziert. 1934/35 erarbeitete Walther eine Sozialkartographie Hamburger Slumgebiete zur Vorbereitung sozialhygienischer Flächensanierungen, die großzügig von der Notgemeinschaft der Deutschen Wissenschaft gefördert wurde.
Die Bedeutung der Chicagoer Schule für die Entwicklung von Stadtmodellen, also der Suche nach allgemeinen Gesetzmäßigkeiten sozialräumlicher Entwicklung, wie sie besonders von Ernest W. Burgess betrieben wurde, war langanhaltend. Heinz Fassmann schrieb noch 2001, kein Lehrbuch der Stadtgeographie könne geschrieben werden, ohne deren Ansatz gebührend zu würdigen. Insbesondere durch die Los Angeles School of Urbanism wurde allerdings ab Ende der 1980er Jahre die in diesen Modellen postulierte Dominanz städtischer Zentren über ihr Umland zunehmend in Frage gestellt, wobei deren Vertreter Michael Dear anerkannte, dass Louis Wirth 1925 in seinem Beitrag zu The City Städte bereits als empfindliche, durch neue Kommunikationsmethoden in weltweite Entwicklungen integrierte Gebilde dargestellt und die Möglichkeit in Betracht gezogen hatte, das Verhältnis von Stadt und Hinterland aus unterschiedlichen Blickwinkeln zu analysieren.
Laut Reiner Keller entwickelte die Chicagoer Schule mit ihrer Hinwendung zur Teilnahme an den „sozialen Welten der Großstadt“, dem Eintauchen in die konkrete Realität der sozialen Phänomene sowie der Kombination unterschiedlicher Forschungsmethoden einen neuen Stil soziologischer Analyse, der prägend für die weitere Entwicklung der qualitativen Sozialforschung wurde.
René König schrieb über Park (und damit die klassische Chicagoer Schule der Soziologie), er habe „im Gegensatz zu den späteren mit schwerer Forschungstechnologie ausgerüsteten Soziologen noch mit bloßem Auge zu ‚sehen‘ verstand[en] und dazu keine instrumentellen Krücken“ gebraucht: Aus der Rückschau gesehen sei es erstaunlich, was „an Regelmäßigkeiten und Gesetzmäßigkeiten im scheinbaren Chaos der Städte“ herausgekommen sei. Gerade, dass das Erforschte von den Chicagoern nicht zusammengefasst wurde, bemängelt Eike Hennig: Die Stadt werde somit zum Mosaik kleiner Lebenswelten. Zudem sei die besondere Realität des „Black Belt“ oder anderer „farbiger“ Gemeinschaften gegenüber „weißen“ Übergängen und Suchprozessen kaum beachtet worden, womit es zu einer Überschätzung der „Amerikanisierung“ gekommen sei.
Der schwedische Sozialanthropologe Ulf Hannerz verwendet ebenfalls das Bild vom Mosaik, meint aber: Auch wenn das Mosaik kein Bild von Chicago als Ganzem formt, so erzeuge es doch ein besseres Bild von der menschlichen Umwelt der einzelnen Gruppen oder Institutionen, als wir es üblicherweise in einzelnen Studien finden können. Diese Leistung müsse betont werden, weil sie kaum je woanders erreicht wurde.
Der Kriminalsoziologe David Matza, ein früher Vertreter der Kritischen Kriminologie, sah das Dilemma der klassischen Schule darin, dass kulturelle Vielfalt beschrieben wurde, gleichwohl aber soziale Pathologie diagnostiziert wurde. Zahlreiche Chicagoer Studien seien durch eine Ambivalenz gekennzeichnet, das Großstadtleben einerseits zu schätzen und zu beschreiben und andererseits ständig in Richtung von Moralismus und Reform zu schwanken. Erst Howard S. Becker („Zweite Chicagoer Schule“) sei es mit seinem auf dem Symbolischen Interaktionismus beruhenden Aufsatz Becoming a Marihuana User (1949), der später in seinem soziologischen Bestseller Outsiders veröffentlicht wurde, gelungen, diesen Widerspruch aufzulösen.

## Schriften

### Wegweisende Schriften
- Robert E. Park: The City. Suggestions for the Investigation of Behavior in the City Environment. In: American Journal of Sociology. 20. Jahrgang, Nr. 5/1915, S. 577–612.
- William Isaac Thomas, Florian Znaniecki: The Polish Peasant in Europe and America. Monograph of an Immigrant Group. Gorham Press, Boston 1918–1920 (letzte Auflage: University of Illinois Press, Urbana 1996; ISBN 0-252-06484-4).
- Robert E. Park, Ernest Burgess: Introduction to the Science of Sociology. University of Chicago Press, Chicago 1921 (Online im Project Gutenberg); letzte Auflage mit einem Vorwort von Morris Janowitz: University of Chicago Press, Chicago 1969.
- Robert E. Park, Ernest Burgess, Roderick McKenzie: The City. University of Chicago Press, Chicago 1925 (letzte Auflage mit einem Vorwort von Robert J. Sampson: University of Chicago Press, London/Chicago 2019, ISBN 978-0-226-63650-4).

### Einzeluntersuchungen (Auswahl)
- Nels Anderson: The Hobo. The Sociology of the Homeless Man. University of Chicago Press, Chicago 1923 (Online im Project Gutenberg); letzte Auflage: University of Chicago Press, Chicago 1961.
- Frederic Milton Thrasher (mit George W. Knox): The Gang. A Study of 1.313 Gangs in Chicago. University of Chicago Press, Chicago 1927 (letzte Auflage: University of Chicago Press, Chicago 1963).
- Ernest R. Mowrer: Family Disorganization. An Introduction to Sociological Analysis. University of Chicago Press, Chicago 1927 (letzte Auflage: Arno Press, New York 1972, ISBN 0-405-03873-9).
- Louis Wirth: The Ghetto. University of Chicago Press, Chicago 1928 (letzte Auflage: Transaction, New Brunswick 1998, ISBN 1-56000-983-7).
- Ruth Shonle Cavan: Suicide. University of Chicago Press, Chicago 1928 (letzte Auflage: Russell & Russell, New York 1965).
- Harvey Warren Zorbaugh: The Gold Coast and Slum. A Sociological Study of Chicago’s Near North Side Chicago. University of Chicago Press, Chicago 1929 (letzte Auflage: University of Chicago Press, Chicago 1976, ISBN 0-226-98944-5).
- Ruth Shonle Cavan: Business Girls. A Study of Their Interests and Problems. Religious Education Association, Chicago 1929.
- Frances R. Donovan: The Saleslady. University of Chicago Press, Chicago 1929 (letzte Auflage: Arno Press, New York 1974, ISBN 0-405-06088-2).
- Pauline V. Young: Assimilation problems of Russian Molokans in Los Angeles. University of Southern California, Los Angeles 1930.
- Clifford R. Shaw. The Jack-Roller. A Delinquent Boy’s Own Story. University of Chicago Press, Chicago 1930 (letzte Ausgabe mit einer Einleitung von Howard S. Becker: University of Chicago Press, Chicago 1966).
- Paul Goalby Cressey: The Taxi-Dance Hall. A sociological study in commercialized recreation and city life. University of Chicago Press, Chicago 1932 (letzte Ausgabe: AMS Press, New York 1972, ISBN 0-404-01839-4).
- Walter C. Reckless: Vice in Chicago. University of Chicago Press, Chicago 1933 (letzte Ausgabe: Montclair, Patterson Smith, Montclair 1969, ISBN 0-87585-084-7).
- Norman Sylvester Hayner: Hotel Life. University of North Carolina Press, Chapel Hill 1936 (letzte Ausgabe: McGrath Pub. Co., College Park 1969).
- Edwin H. Sutherland: The Professional Thief. University of Chicago Press, Chicago 1937.
- Everett V. Stonequist: The Marginal Man. A Study in Personality and Culture Conflict. Charles Scribner’s Sons, New York 1937 (letzte Ausgabe: Russell & Russell, New York 1961).